# Pyrenopeziza lycopincola
Pyrenopeziza lycopincola är en svampart som först beskrevs av Rehm, och fick sitt nu gällande namn av Jean Louis Emile Boudier 1907. Pyrenopeziza lycopincola ingår i släktet Pyrenopeziza, ordningen disksvampar, klassen Leotiomycetes, divisionen sporsäcksvampar och riket svampar.   Inga underarter finns listade i Catalogue of Life.